# Seweryn z Noricum
Seweryn z Noricum (ur. ok. 410, zm. 8 stycznia 482 w klasztorze w Fawianis) –  mnich wędrowny, przywódca rzymskiej społeczności Noricum Ripense w okresie upadku imperium rzymskiego, Święty Kościoła katolickiego, główny patron Austrii.

## Żywot świętego
W 454 roku przybył ze wschodu, gdzie najprawdopodobniej wiódł życie pustelnika, do rzymskiej prowincji Noricum Ripense (dziś teren niemal w całości leżący w Austrii), gdzie szybko zyskał mir wśród rzymskiej ludności tych terenów. Odbył trzy podróże po całym obszarze prowincji, zakładając liczne klasztory, w tym największy i najważniejszy w Fawianis, obecnie Mautern. Św. Seweryn prowadził ożywioną działalność dobroczynną i społeczną, nałożył na najbogatszych mieszkańców prowincji dziesięcinę, która przeznaczał na pomoc biednym, prowadził wykup jeńców, porywanych przez Germanów, zwieńczył również dzieło chrystianizacji Noricum. Seweryn był także aktywnym reprezentantem ludności rzymskiej wobec władców germańskich, przede wszystkim sprzymierzonych z Rzymem Rugiów, to on poddał ludność Noricum pod opiekę tego plemienia po ostatecznym załamaniu się rzymskiej państwowości. Utrzymywał również m.in. kontakty z Odoakerem, wodzem Herulów, Gibuldem, wodzem Alemanów, a także z rzymskim patrycjuszem Orestesem, ojcem ostatniego cesarza Zachodu Romulusa Augustulusa, poza tym kontaktował się z wieloma hierarchami kościelnymi.
W wyniku rozłamu w państwie Rugiów do Noricum-Ripense wkroczyła armia dowodzona przez Onowulfa z ramienia jego brata Odoakra, wtedy już władcy w Italii, w roku 488. W wyniku tej interwencji upadło państwo Rugiów, a wszyscy rzymscy mieszkańcy prowincji zostali przesiedleni do Italii, w podróż zabrali z sobą ciało Św. Seweryna. Przez pewien czas zwłoki spoczywały w zamku na, bliżej niezidentyfikowanej, Górze Feleter. W kilka lat później, między rokiem 492, a 496, ciało pogrzebano w Lukullanum (dziś Pizzofalcone koło Neapolu).
Historię życia św. Seweryna przekazał Eugipiusz w swoim dziele Pamiętnik (lub Żywot św. Seweryna z Noricum), był on członkiem wspólnoty założonej przez świętego w Noricum, a także późniejszym opatem klasztoru, wyrosłego z tejże wspólnoty na miejscu pochówku św. Seweryna w Lukullanum.

## Kult
Na początku IX wieku relikwie świętego przeniesiono do Neapolu, gdzie znajdowały się do ok. 900 roku. W tym bowiem roku ponownie zmieniły miejsce swojego spoczynku na Fretta Magiore (10 km od Neapolu), gdzie do dziś złożone są w kościele św.św. Sozjusza i Seweryna.
Wspomnienie liturgiczne obchodzone jest 8 stycznia.
W ikonografii św. Seweryn przedstawiany jest jako mnich lub pielgrzym. Jego atrybutem jest anioł i dzban na oliwę.